# Scirpus fuirenoides
Scirpus fuirenoides är en halvgräsart som beskrevs av Carl Maximowicz. Scirpus fuirenoides ingår i släktet skogssävssläktet, och familjen halvgräs. Inga underarter finns listade i Catalogue of Life.